# Liga nacional de fútbol semiprofesional coreana
La Liga nacional de fútbol semiprofesional coreana (en coreano: 전국실업축구연맹전) fue la liga de fútbol semiprofesional de Corea del Sur en la que participaban clubes de trabajadores y equipos militares de 1964 a 2002. Fue la predecesora de la Liga Nacional de Corea fundada en 2003.

## Historia
La liga fue fundada en 1964 como la única liga de fútbol de Corea del Sur hasta 1982. Se jugaba dos veces al año, dividida en primavera y otoño excepto en los años 1982 y 1984 cuando se jugó temporada completa. La mayoría de partidos se jugaban en la capital Seúl debido a que la mayoría de las sedes corportativas del país estaban ahí. Cuando la liga profesional coreana K League es creada en 1983 provocó que la liga Semiprofesional pasara a ser la de segunda división (pero sin ascensos ni descensos). Se mantuvo hasta 2002 antes de que la Liga Nacional de Corea fuera oficialmente fundada en 2003.

## Lista de Campeones
| Temporada | Temporada | Campeón                                              | Finalista                              | Mejor Jugador    | Goleador(es)                                        | Ref.   |
| --------- | --------- | ---------------------------------------------------- | -------------------------------------- | ---------------- | --------------------------------------------------- | ------ |
| 1964      | Primavera | Keumsung Textile Cheil Industries                    | —                                      | Desconocido      | Desconocido                                         |        |
| 1964      | Otoño     | Keumsung Textile                                     | Korea Tungsten                         | Desconocido      | Desconocido                                         |        |
| 1965      | Primavera | Keumsung Textile Korea Tungsten Korea Electric Power | —                                      | Desconocido      | Desconocido                                         |        |
| 1965      | Otoño     | Korea Tungsten                                       | Korea Coal Corporation                 | Desconocido      | Desconocido                                         |        |
| 1966      | Primavera | Seoul Police Department                              | Korea Electric Power                   | Desconocido      | Desconocido                                         |        |
| 1966      | Otoño     | Korea Tungsten Seoul Police Department               | —                                      | Desconocido      | Desconocido                                         |        |
| 1967      | Primavera | National Police Department                           | Ssangyong Cement                       | Desconocido      | Desconocido                                         |        |
| 1967      | Otoño     | Korea Electric Power                                 | Cheil Industries                       | Desconocido      | Desconocido                                         |        |
| 1968      | Primavera | Korea Tungsten                                       | Korea Electric Power                   | Desconocido      | Desconocido                                         |        |
| 1968      | Otoño     | Cheil Industries ROK Army Quartermaster Corps        | —                                      | Desconocido      | Desconocido                                         |        |
| 1969      | Primavera | Korea Electric Power                                 | Korea Tungsten                         | Desconocido      | Desconocido                                         |        |
| 1969      | Otoño     | Desconocido                                          | Desconocido                            | Desconocido      | Desconocido                                         |        |
| 1970      | Primavera | Cheil Industries                                     | Korea Tungsten                         | Desconocido      | Desconocido                                         |        |
| 1970      | Otoño     | Chohung Bank                                         | Korea Trust Bank                       | Desconocido      | Desconocido                                         |        |
| 1971      | Primavera | Korea Trust Bank                                     | Korea Exchange Bank Korea Housing Bank | Desconocido      | Desconocido                                         |        |
| 1971      | Otoño     | ROK Marine Corps                                     | Korea Trust Bank Chohung Bank          | Desconocido      | Desconocido                                         |        |
| 1972      | Primavera | Korea Housing Bank                                   | ROK Marine Corps                       | Desconocido      | Kim Jae-han (8)                                     | [ 5 ]  |
| 1972      | Otoño     | Korea Housing Bank                                   | ROK Marine Corps                       | Desconocido      | Desconocido                                         |        |
| 1973      | Primavera | ROK Marine Corps                                     | Kookmin Bank                           | Desconocido      | Desconocido                                         |        |
| 1973      | Otoño     | Korea Trust Bank                                     | ROK Army                               | Jeong Kang-ji    | Choi Nak-seon (3)                                   | [ 6 ]  |
| 1974      | Primavera | Chohung Bank                                         | ROK Army                               | Jeong Dong-hwan  | Jang Chang-ho (?)                                   | [ 7 ]  |
| 1974      | Otoño     | Commercial Bank of Korea ROK Army                    | —                                      | Han Woong-su     | Shin Dong-min (9)                                   | [ 8 ]  |
| 1975      | Primavera | POSCO FC                                             | ROK Army                               | Lee Yi-woo       | Park Su-deok (11)                                   | [ 9 ]  |
| 1975      | Otoño     | Industrial Bank of Korea                             | Korea Automobile Insurance             | Kim Jin-kook     | Jo In-jae (7)                                       | [ 10 ] |
| 1976      | Primavera | Korea Exchange Bank Korea Trust Bank                 | —                                      | Cha Bum-kun      | Yoon Young-woon (5)                                 | [ 11 ] |
| 1976      | Otoño     | Cancelada                                            | Cancelada                              | Cancelada        | Cancelada                                           | [ 12 ] |
| 1977      | Larga     | ROK Army                                             | POSCO FC                               | Baek Joong-cheol | Yoo Geon-su (12)                                    | [ 13 ] |
| 1978      | Primavera | Seoul City ROK Navy                                  | —                                      | Son Jong-seok    | Park Dae-je (5) Lee Gwang-seon (5)                  | [ 14 ] |
| 1978      | Otoño     | Korea Automobile Insurance                           | Seoul City                             | Lee Kang-jo      | No hubo                                             | [ 15 ] |
| 1979      | Primavera | Industrial Bank of Korea                             | ROK Army                               | Seo Deok-man     | Desconocido                                         | [ 16 ] |
| 1979      | Otoño     | Cancelada                                            | Cancelada                              | Cancelada        | Cancelada                                           |        |
| 1980      | Primavera | Seoul City ROK Army                                  | —                                      | Park Chang-sun   | Lee Tae-yeop (5)                                    | [ 19 ] |
| 1980      | Otoño     | Korea Automobile Insurance ROK Air Force             | —                                      | Moon Da-yong     | Choo Jong-su (3) Yoo Jae-hong (3)                   | [ 20 ] |
| 1981      | Primavera | Daewoo FC                                            | ROK Navy                               | Choi Gyeong-sik  | Kang Sang-gil (5)                                   | [ 21 ] |
| 1981      | Otoño     | POSCO FC                                             | ROK Army                               | Kim Chul-soo     | Lee Jung-il (4) Park Chang-sun (4) Ha Deok-yoon (4) | [ 22 ] |
| 1982      | Larga     | POSCO FC                                             | Kookmin Bank                           | Park Chang-sun   | Lee Tae-yeop (13)                                   | [ 23 ] |
| 1983      | Larga     | Hanil Bank                                           | ROK Army                               | Desconocido      | Wang Sun-jae (6)                                    | [ 24 ] |
| 1984      | Larga     | Sangmu FC                                            | Korea Housing Bank                     | Han Young-soo    | Moon Min-ho (6)                                     | [ 25 ] |
| 1985      | Primavera | Industrial Bank of Korea                             | Kookmin Bank                           | Sim Gyo-bong     | Koo Han-sik (5)                                     | [ 26 ] |
| 1985      | Autumn    | Seoul City                                           | Seoul Trust Bank                       | Lee Chil-seong   | Unknown                                             | [ 27 ] |
| 1986      | Primavera | Korea Housing Bank                                   | Hyundai Motor Company                  | Desconocido      | Jeong Jeong-hwa (4)                                 | [ 28 ] |
| 1986      | Otoño     | POSCO Atoms B                                        | Hallelujah FC                          | Desconocido      | Desconocido                                         |        |
| 1987      | Primavera | Hanil Bank                                           | Hallelujah FC                          | Hwang Seok-keun  | Oh Seok-jae (6)                                     | [ 29 ] |
| 1987      | Otoño     | Kookmin Bank                                         | Sangmu FC                              | Kang Man-young   | Desconocido                                         | [ 30 ] |
| 1988      | Primavera | Seoul City                                           | Industrial Bank of Korea               | Ko Tae-il        | Kim Young-joo (5)                                   | [ 31 ] |
| 1988      | Otoño     | POSCO Atoms B                                        | Commercial Bank of Korea               | Park Seok-ho     | Oh Seok-jae (3)                                     | [ 32 ] |
| 1989      | Primavera | Industrial Bank of Korea                             | POSCO Atoms B                          | Oh Hee-cheon     | Lee Hyeon-taek (6)                                  | [ 33 ] |
| 1989      | Otoño     | Seoul City                                           | Korea First Bank                       | Heo Man-yeol     | Desconocido                                         | [ 34 ] |
| 1990      | Primavera | Industrial Bank of Korea                             | Korea Housing Bank                     | Park Guk-chang   | Park Guk-chang (6) Lee Jae-goon (6)                 | [ 35 ] |
| 1990      | Otoño     | Industrial Bank of Korea Hallelujah FC               | —                                      | Choi Hong-sik    | Byeon Il-woo (4)                                    | [ 36 ] |
| 1991      | Primavera | Industrial Bank of Korea                             | Hallelujah FC                          | Yoo Jin-hoe      | Seo Hyo-won (7)                                     | [ 37 ] |
| 1991      | Otoño     | Sangmu FC                                            | Kookmin Bank                           | Kim Byung-ji     | Kim Yong-ho (4)                                     | [ 38 ] |
| 1992      | Primavera | Sangmu FC                                            | Hallelujah FC                          | Shin Seong-hwan  | Hyeon Il-gwon (5)                                   | [ 39 ] |
| 1992      | Otoño     | Industrial Bank of Korea                             | Korea Electric Power                   | Oh Se-eung       | Choi Dong-sik (5)                                   | [ 40 ] |
| 1993      | Primavera | Hallelujah FC                                        | Sangmu FC                              | Hwang Deuk-ha    | Kim In-wan (4)                                      | [ 41 ] |
| 1993      | Otoño     | Korea Electric Power                                 | Hallelujah FC                          | Choi Cheol-soo   | Choi Dong-woo (5)                                   | [ 42 ] |
| 1994      | Primavera | Sangmu FC                                            | Industrial Bank of Korea               | Hwang Gyu-joon   | Kim Do-hoon (3) Lee Jae-goon (3)                    | [ 43 ] |
| 1994      | Otoño     | Industrial Bank of Korea                             | Korea Housing Bank                     | Kim Nam-il       | Choi Dong-sik (5)                                   | [ 44 ] |
| 1995      | Primavera | E-Land Puma                                          | Hallelujah FC                          | Lee Gwang-cheol  | Lee Gwang-jin (5)                                   | [ 45 ] |
| 1995      | Otoño     | Industrial Bank of Korea                             | Korea Railroad                         | Park Doo-jeong   | Lee Gwang-jin (6)                                   | [ 46 ] |
| 1996      | Primavera | E-Land Puma                                          | Kookmin Bank                           | Desconocido      | Desconocido                                         |        |
| 1996      | Otoño     | Sangmu FC                                            | Korea Electric Power                   | Jeong Gwang-seok | Lee Hyeon-seok (7)                                  | [ 47 ] |
| 1997      | Primavera | Industrial Bank of Korea                             | E-Land Puma                            | Yoo Jin-hoe      | Lee Woo-hyung (5)                                   | [ 48 ] |
| 1997      | Otoño     | Sangmu FC                                            | Hanil Life Insurance                   | Park Nam-yeol    | Park Nam-yeol (4)                                   | [ 49 ] |
| 1998      | Primavera | Korea Housing Bank                                   | Hanil Life Insurance                   | Lee Su-jae       | Ko Myeong-gwon (3)                                  | [ 50 ] |
| 1998      | Otoño     | Sangmu FC                                            | Korean Police                          | Park Chul        | Choi Yong-soo (5) Park Jong-gwan (5)                | [ 51 ] |
| 1999      | Primavera | Hyundai Mipo Dockyard                                | Sangmu FC                              | Kim Dae-eui      | Desconocido                                         | [ 52 ] |
| 1999      | Otoño     | Sangmu FC                                            | Korea Railroad                         | Desconocido      | Desconocido                                         |        |
| 2000      | Primavera | Korea Railroad                                       | Sangmu FC                              | Oh Jong-ryeol    | Desconocido                                         | [ 53 ] |
| 2000      | Otoño     | Hyundai Mipo Dockyard                                | Gangneung City                         | Lee Gwang-cheol  | Song Hong-seop (4)                                  | [ 54 ] |
| 2001      | Primavera | Kookmin Bank                                         | Korean Police                          | Kim Dong-ju      | Unknown                                             | [ 55 ] |
| 2001      | Otoño     | Hyundai Mipo Dockyard                                | Korean Police                          | Kim Jun-hyeop    | Unknown                                             | [ 56 ] |
| 2002      | Primavera | Sangmu FC                                            | Hyundai Mipo Dockyard                  | Seo Ki-bok       | Lee Seong-rak (3)                                   | [ 57 ] |
| 2002      | Otoño     | Korean Police                                        | Gangneung City                         | Desconocido      | Desconocido                                         |        |

## Títulos por equipo
| Club                       | Larga    | Primavera                              | Otoño                             | Total |
| -------------------------- | -------- | -------------------------------------- | --------------------------------- | ----- |
| Industrial Bank of Korea   | —        | 6 (1979, 1985, 1989, 1990, 1991, 1997) | 5 (1975, 1990*, 1992, 1994, 1995) | 11    |
| Sangmu FC                  | 1 (1984) | 3 (1992, 1994, 2002)                   | 5 (1991, 1996, 1997, 1998, 1999)  | 9     |
| POSCO Atoms                | 1 (1982) | 1 (1975)                               | 3 (1981, 1986, 1988)              | 5     |
| Seoul City                 | —        | 3 (1978*, 1980*, 1988)                 | 2 (1985, 1989)                    | 5     |
| Korea Tungsten             | —        | 2 (1965*, 1968)                        | 2 (1965, 1966*)                   | 4     |
| Korea Electric Power       | —        | 2 (1965*, 1969)                        | 2 (1967, 1993)                    | 4     |
| Korea Housing Bank         | —        | 3 (1972, 1986, 1998)                   | 1 (1972)                          | 4     |
| Keumseong Textile          | —        | 2 (1964*, 1965*)                       | 1 (1964)                          | 3     |
| Cheil Industries           | —        | 2 (1964*, 1970)                        | 1 (1968*)                         | 3     |
| Korea Trust Bank           | —        | 2 (1971, 1976*)                        | 1 (1973)                          | 3     |
| ROK Army                   | 1 (1977) | 1 (1980*)                              | 1 (1974*)                         | 3     |
| Hyundai Mipo Dockyard      | —        | 1 (1999)                               | 2 (2000, 2001)                    | 3     |
| Seoul Police Department    | —        | 1 (1966)                               | 1 (1966*)                         | 2     |
| ROK Marine Corps           | —        | 1 (1973)                               | 1 (1971)                          | 2     |
| Chohung Bank               | —        | 1 (1974)                               | 1 (1970)                          | 2     |
| Korea Automobile Insurance | —        | —                                      | 2 (1978, 1980*)                   | 2     |
| Hanil Bank                 | 1 (1983) | 1 (1987)                               | —                                 | 2     |
| Hallelujah FC              | —        | 1 (1993)                               | 1 (1990*)                         | 2     |
| E-Land Puma                | —        | 2 (1995, 1996)                         | —                                 | 2     |
| Kookmin Bank               | —        | 1 (2001)                               | 1 (1987)                          | 2     |
| National Police Department | —        | 1 (1967)                               | —                                 | 1     |
| ROK Army Quartermasters    | —        | —                                      | 1 (1968*)                         | 1     |
| Commercial Bank of Korea   | —        | —                                      | 1 (1974*)                         | 1     |
| Korea Exchange Bank        | —        | 1 (1976*)                              | —                                 | 1     |
| ROK Navy                   | —        | 1 (1978*)                              | —                                 | 1     |
| ROK Air Force              | —        | —                                      | 1 (1980*)                         | 1     |
| Daewoo FC                  | —        | 1 (1981)                               | —                                 | 1     |
| Korea Railroad             | —        | 1 (2000)                               | —                                 | 1     |
| Korean Police              | —        | —                                      | 1 (2002)                          | 1     |